# 郭兆
郭兆（1725年—？），后更名國隆阿，字文徽，号蔚卿，费莫氏，满洲镶红旗人。

## 生平
乾隆丁卯科乡试第一百九十七名，辛未会试第七十七名，殿试三甲五十八名。
后任翰林院庶吉士，散馆后授检讨。乾隆三十五年任国子监司业。

## 家庭成员
郭兆隶属镶红旗满洲第三參领第六佐领
- 高高祖南濟蘭，原任世管佐领；
- 高祖佛罗恩；
- 曾祖納喀達，又写作那喀塔、那哈塔，护军参领兼世管佐领；
- 祖郭瑮，云贵总督，谥勤恪；
- 父郭多浑，副都统；[2]
- 姑（姨）母费莫氏，多罗平敏郡王福彭嫡福晋。

同族多有科举入仕者：
伊爾敦，康熙戊戌进士，内阁学士兼礼部侍郎，明史馆职官。
温達，文华殿大学士，谥文簡。
温福，武英殿大学士。
勒保，武英殿大学士，一等威勤侯，谥文襄，勒保之孙文康，文学家，著有《儿女英雄传》。
永保，两广总督，谥恪敏；永保之孙文慶，道光壬午进士，武英殿大学士，谥文端。
文澂，同治癸亥进士，工部左侍郎，文澂之弟文治，同治乙丑进士。